# Bur-ui yeosin Jeong-i
Bur-ui yeosin Jeong-i (hangul: 불의 여신 정이) – południowokoreański serial telewizyjny emitowany na antenie MBC. Był emitowany od 1 lipca do 22 października 2013 roku, w poniedziałki i wtorki o 22:00, liczy 32 odcinki. Serial kręcony był na planie Dae Jang-geum Park. Główne role odgrywają w nim Moon Geun-young, Lee Sang-yoon, Kim Bum, Park Gun-hyung i Seo Hyun-jin.
Serial historyczny przedstawia życie Yoo Jung, wzorowanej na prawdziwej postaci żyjącej w XVI wieku – Baek Pa-sun, znanej jako pierwsza kobieta garncarka i twórczyni porcelany w dynastii Joseon.
Jej zdolności szkliwienia naczyń były tak cenione, że została wyznaczona jako producent porcelany dla rodziny królewskiej. Jednakże jej sława przyciągnęła uwagę także zagranicznych najeźdźców, a podczas inwazji japońskiej w 1592 roku była jedną z koreańskich rzemieślników schwytanych i siłą zabranych do Japonii i tam zmuszonych do kontynuowania ich rzemiosła. Pod rozkazem Hideyoshiego Toyotomi wzbogacenia japońskiej kultury i sztuki, Baek pomogła rozwinąć wiele nowych rodzajów ceramiki, które miały być uznane za japońskie dzieła sztuki. Zyskała szacunek w Japonii, a w mieście Arita istnieje poświęcone jej miejsce.

## Obsada
| - Moon Geun-young jako Yoo Jung/Yoo Tae Pyung - Jin Ji-hee jako młoda Jung - Lee Sang-yoon jako książę Gwanghae - Noh Young-hak jako młody Gwanghae - Kim Bum jako Kim Tae-do - Park Gun-tae jako młody Tae-do - Park Gun-hyung jako Lee Yook-do - Oh Seung-yoon jako młody Yook-do - Seo Hyun-jin jako Shim Hwa-ryung - Kim Ji-min jako młoda Hwa-ryung - Jun Kwang-ryul jako Lee Gang-chun - Byun Hee-bong jako Moon Sa-seung - Lee Jong-won jako Yoo Euldam - Sung Ji-ru jako Shim Jong-soo - Jeong Bo-seok jako król Seonjo - Han Go-eun jako pani Kim (In Bin) - Lee Kwang-soo jako książę Imhae - Lee In-sung jako młody Imhae - Jang Gwang jako Lee Pyung-ik - Jang Hyo-jin jako Ma-poong - Song Ok-sook jako Son Haeng-soo - Choi Ji-na jako Yeon-ok |

## Oglądalność
| No. | Data emisji               | Oglądalność | Oglądalność |
| No. | Data emisji               | TNmS        | AGB Nielsen |
| --- | ------------------------- | ----------- | ----------- |
| 1   | 1 lipca 2013(dts)         | 10,1%       | 10,7%       |
| 2   | 2 lipca 2013(dts)         | 10,4%       | 11,4%       |
| 3   | 8 lipca 2013(dts)         | 9,3%        | 10,3%       |
| 4   | 9 lipca 2013(dts)         | 10,6%       | 12,0%       |
| 5   | 15 lipca 2013(dts)        | 11,5%       | 10,6%       |
| 6   | 16 lipca 2013(dts)        | 11,3%       | 11,8%       |
| 7   | 22 lipca 2013(dts)        | 11,2%       | 11,7%       |
| 8   | 23 lipca 2013(dts)        | 12,1%       | 11,8%       |
| 9   | 29 lipca 2013(dts)        | 11,2%       | 10,4%       |
| 10  | 30 lipca 2013(dts)        | 10,8%       | 11,0%       |
| 11  | 5 sierpnia 2013(dts)      | 10,7%       | 10,0%       |
| 12  | 6 sierpnia 2013(dts)      | 11,0%       | 11,6%       |
| 13  | 12 sierpnia 2013(dts)     | 8,2%        | 9,1%        |
| 14  | 13 sierpnia 2013(dts)     | 8,8%        | 9,6%        |
| 15  | 19 sierpnia 2013(dts)     | 7,7%        | 7,8%        |
| 16  | 20 sierpnia 2013(dts)     | 8,2%        | 8,6%        |
| 17  | 26 sierpnia 2013(dts)     | 7,6%        | 8,6%        |
| 18  | 27 sierpnia 2013(dts)     | 8,4%        | 9,1%        |
| 19  | 2 września 2013(dts)      | 8,5%        | 8,4%        |
| 20  | 3 września 2013(dts)      | 9,6%        | 9,1%        |
| 21  | 9 września 2013(dts)      | 7,6%        | 8,4%        |
| 22  | 10 września 2013(dts)     | 8,2%        | 7,9%        |
| 23  | 16 września 2013(dts)     | 8,2%        | 7,5%        |
| 24  | 17 września 2013(dts)     | 7,9%        | 7,2%        |
| 25  | 30 września 2013(dts)     | 7,1%        | 6,0%        |
| 26  | 1 października 2013(dts)  | 7,7%        | 7,6%        |
| 27  | 7 października 2013(dts)  | 7,9%        | 7,4%        |
| 28  | 8 października 2013(dts)  | 7,6%        | 7,2%        |
| 29  | 15 października 2013(dts) | 8,2%        | 9,0%        |
| 30  | 15 października 2013(dts) | 6,8%        | 8,0%        |
| 31  | 21 października 2013(dts) | 9,1%        | 9,3%        |
| 32  | 22 października 2013(dts) | 10,3%       | 9,6%        |